# Свети Атанасий (Горна Рибница)
Вижте пояснителната страница за други значения на Свети Атанасий.
„Свети Атанасий“ или „Свети Атанас“ е православна църква в светиврачкото село Горна Рибница, България, част от Неврокопската епархия на Българската православна църква. Обявена е за паметник на културата.

## История
Изграждането на църквата започва през 1846 година. Местните първенци учредяват съвет, за да подпомогнат събирането на необходимите средства и самия строеж. Според едни предания култовата сграда е завършена през 1849 години, според други – в 1851 година, когато е осветена. Към нея е създадено и килийно училище, в което да се учат децата от селото. Първият свещеник, който служи в църквата е Димитър Икономов, известен още като поп Димитрето или Рибнишкия поп. След него в църквата служат Георги Перусанов (над 50 години), свещеник Димитър Иванов, Димитър Панковски, Серафим Спасов. За изграждането на църквата са допринесли рибнишките първенци. Учреден е бил ктиторски съвет, като в него влизат повечето от първенците.

## Архитектура
По своята архитектура църквата „Свети Атанасий“ е вкопана в земята трикорабна едноапсидна псевдобазилика. Има открит трем на северната и западната страна. На северозападната страна е пристроено килийно училище. В интериора таваните са дървени и апликирани, като на този над централния кораб е изобразен Христос Вседържител. Корабите са отделени с живописани колони. Иконостасът е рисуван с растителни мотиви и има примитивна плоска дърворезба върху венчилката и царските двери. Дело на същия автор са проскинитарият, владишкият трон и балдахинът над престолния камък. Върху цокълните табласа има класически сцени от Шестоднева. Стенописите и иконите са от 1850 – 1860 година, дело на майстор Атанас от Мелнишкото художествено средище и дебърски зографи. В храма има икони на мелнишкия зограф Яков Николай.